# Racine carrée Live
Racine carrée Live (stylizowany na √ Live) – jedyny album wideo belgijskiego piosenkarza Stromae’a, wydany 11 grudnia 2015 roku.

## Realizacja
Album wideo był nagrywany 28–29 września 2015 roku w hali sportowo kulturowej Centre Bell w Montrealu. Dochód z koncertu wyniósł 1 066 490 dolarów, a na widowni przebywało 22 186 osób. Racine carrée Live został wyreżyserowany przez Luka Juniora Tama i duet Gautier & Leduc. Za produkcję odpowiadał Stromae. 9 grudnia album został opublikowany przez Stromae’a, a dzień później opublikowany został zwiastun.

## Lista utworów
Źródło: Ultratop
| Nr  | Tytuł                        |
| --- | ---------------------------- |
| 1.  | „Intro”                      |
| 2.  | „Ta fête”                    |
| 3.  | „Bâtard”                     |
| 4.  | „Peace or Violence”          |
| 5.  | „Te quiero”                  |
| 6.  | „Tous les mêmes”             |
| 7.  | „Ave Cesaria”                |
| 8.  | „Sommeil”                    |
| 9.  | „Quand c’est?”               |
| 10. | „Je cours”                   |
| 11. | „Moules frites”              |
| 12. | „Formidable”                 |
| 13. | „Silence”                    |
| 14. | „Carmen”                     |
| 15. | „Humain à l’eau”             |
| 16. | „Alors on danse”             |
| 17. | „Push the Feeling”           |
| 18. | „Gypsy Woman”                |
| 19. | „Rhythm Is a Dancer”         |
| 20. | „Insomnia”                   |
| 21. | „Papaoutai”                  |
| 22. | „Merci”                      |
| 23. | „Tous les mêmes” (A capella) |

## Notowania na listach sprzedaży
| Kraj              | Lista (2015/2016)        | Najwyższa pozycja | Certyfikat | Sprzedaż |
| ----------------- | ------------------------ | ----------------- | ---------- | -------- |
| Belgia (Walonia)  | Ultratop 10 DVD Musicaux | 1                 | –          |          |
| Belgia (Flandria) | Ultratop 10 Muziek-DVD   | 1                 | –          |          |
| Francja           | Top DVD Musicaux         | 1                 | diament    | 60 000+  |
| Holandia          | DVD Music Top 30         | 1                 | –          |          |
| Szwajcaria        | Musik–DVD Top 10         | 1                 | –          |          |
| Włochy            | DVD Musicali             | 3                 | –          |          |
| Szwecja           | Veckolista DVD album     | 3                 | –          |          |